# Joseph Habersham
Joseph Habersham (Savannah, 28 luglio 1751 – Savannah, 17 novembre 1815) è stato un politico e militare statunitense, 3° Direttore delle Poste.

## Biografia
Fu il terzo direttore generale delle poste degli Stati Uniti durante la presidenza di George Washington, la presidenza di John Adams e la presidenza di Thomas Jefferson.
Nato nello stato della Georgia, i suoi genitori furono James Habersham e Mary Bolton. Studiò al Princeton College. Come soldato entrò nel Continental Army e fece parte del 1º reggimento della Georgia, diventando colonnello.

## Riconoscimenti
La contea di Habersham è stata chiamata così in suo onore.